# Avenue Le Corbusier
L’avenue Le Corbusier est une voie de Lille.

## Situation et accès
Cette voie du centre de Lille qui relie la gare de Lille-Flandres à la gare de Lille-Europe et se prolonge par la rue du Faubourg de Roubaix, longe la face nord-ouest de la place des Buisses (à l'opposé de la gare annexe), se poursuit par une montée en faible pente sur deux viaducs, chacun dans un sens, comportant un trottoir, une voie bus-vélo et une deuxième voie de circulation. 
Ces viaducs surplombent une esplanade piétonne et longent, au sud-est le centre commercial Euralille, au nord-ouest la caserne Souham puis le parc Henri Matisse et enjambent la place François Mitterrand. Le deuxième viaduc long de 172 mètres, œuvre de l'architecte François Deslaugiers, dessert le niveau supérieur de la gare Lille-Europe, croise le boulevard de Leers, enjambe le périphérique Est et se poursuit par la rue du Faubourg-de-Roubaix, principale artère du quartier Saint-Maurice Pellevoisin.
Le parcours piétonnier en contrebas par l'allée de Liège le long du centre commercial et la place François Mitterrand entre les deux gares est une alternative à celui sur les trottoirs de l'avenue. 

## Origine du nom
Son nom est celui de l’architecte-urbaniste Le Corbusier inspirateur du plan Voisin présenté en 1925 qui proposait de raser les quartiers centraux de la rive droite de Paris, ne préservant que les monuments historiques, et d’édifier à la place 18 gratte-ciels sur de vastes esplanades desservies par une trame orthogonale de larges artères. 

## Historique
L’avenue est construite de 1991 à 1993 à travers l’ancienne zone de fortifications dans le cadre de l’aménagement d’Euralille et de l’ouverture de la gare de Lille-Europe. Elle remplace le parcours routier par la rue de Roubaix  et la porte de Roubaix et celui dans le prolongement de la rue du Vieux Faubourg percé dans l’ancien rempart, supprimés lors de la création du parc Henri Matisse.